# SoFi Stadium
Le SoFi Stadium (ou  Los Angeles Stadium at Hollywood Park pendant sa phase de construction), est un stade couvert destiné au football américain et aux spectacles situé à Inglewood dans le comté de Los Angeles en Californie. Il est bâti sur le site de l'ancien hippodrome de Hollywood Park, à environ 5 km de l'Aéroport international de Los Angeles et à côté du Forum d'Inglewood.
Deux clubs de la National Football League (NFL) y ont élu leur résidence : les Rams et les Chargers de Los Angeles. 
Il fut le théâtre du Super Bowl LVI en 2022, et fait partie des sites repris pour accueillir des matchs de la Coupe du monde de football 2026 ainsi que les cérémonies d'ouverture et de clôture des Jeux olympiques de Los Angeles 2028 (en plus des matchs de football et les compétitions de tir à l'arc). Ces deux cérémonies seront pour la première fois organisées dans deux stades différents : la cérémonie d'ouverture débutera au Memorial Coliseum pour se terminer au SoFi Stadium tandis que l'ordre des stades sera inversé pour la cérémonie de clôture. 
Alors que le stade est officiellement inauguré le 8 septembre 2020, les événements qui y étaient prévus sont annulés à la suite de la pandémie de Covid-19. Les matchs des Rams et des Chargers s'y sont bien déroulés mais à huis clos.

## Description
Le stade a été conçu par la société HKS. Il comporte un toit fixe et translucide en « ETFE » — conçu pour couvrir à la fois le stade proprement dit et une place adjacente réservée aux piétons. Le stade possède des côtés ouverts. Un autre élément de la conception du stade est "l'Oculus" - un écran vidéo de forme ovale à double face qui est suspendu au toit au-dessus du terrain. Le stade peut accueillir jusqu'à 70 240 spectateurs pour la plupart des événements mais la capacité peut être augmentée de 30 000 sièges supplémentaires pour les événements plus importants. Sa pelouse est artificielle type Matrix Turf.

## Histoire

### Choix du lieu du stade
Le site du stade abritait auparavant l'« Hollywood Park » lequel après avoir été vendu est rebaptisé le « Betfair Hollywood Park ». Il accueille des courses hippiques dès 1938 jusqu'à sa fermeture en décembre 2013 où il est transformé en complexe réservé aux courses automobiles. Le casino y reste ouvert avec une salle dédiée au poker. La plupart du complexe est démoli en 2014 pour faire place à de nouvelles constructions. Le reste est démoli fin 2016 après l'ouverture du nouveau « Hollywood Park Casino ». 
Le projet de stade actuel ne fut pas le premier proposé pour le site. Le site a failli abriter un stade de la NFL deux décennies plus tôt. En mai 1995, après le départ des Rams pour Saint-Louis, les propriétaires de la NFL avaient approuvé (par 27 voix contre une et deux abstentions), une résolution appuyant un plan de construction sur une propriété appartenant à Hollywood Park, d'un stade de 200 millions de dollars destiné aux Los Angeles Raiders et financé par le secteur privé. Al Davis, qui était alors le propriétaire des Raiders, a cependant hésité et par la suite a refusé l'accord parce qu'une clause l'obligeait à accepter l'arrivée d'une deuxième équipe NFL dans le stade.
Le 31 janvier 2014, le Los Angeles Times rapporte que Stan Kroenke, propriétaire des Rams de St. Louis, avait acheté une parcelle de terrain de (24 hectares juste au nord du site d'Hollywood Park, dans une zone que la NFL avait envisagé d'acquérir par le passé. Cette annonce a de suite déclenché des spéculations quant aux intentions de Kroenke pour le site, celui-ci prévoyant initialement d'y accueillir un grand supermarché Walmart. Cependant, en 2014, il semblait plus probable qu'il accueille un stade ou un centre d'entraînement pour les Rams. Le commissaire de la NFL, Roger Goodell, a déclaré que Kroenke avait informé la ligue de cet achat. En tant que propriétaire de la NFL, tout achat de terrain (dans lequel un stade potentiel peut être construit) doit être rapporté à la ligue. Les spéculations sur le retour (après cinquante ans) des Rams à Los Angeles avaient déjà été invoquées lorsque Kroenke fut l'un des derniers à soumissionner pour devenir propriétaire des Los Angeles Dodgers. Les spéculations augmentent lorsqu'il est annonce que le propriétaire des Rams avait en main un site possible pour accueillir le stade.
Près d'un an se passe sans que Kroenke ne révèle ses intentions pour le terrain. Les spéculations sur l'avenir de la franchise des Rams s'écroulent lorsque la NFL annonce qu'elle n'autoriserait aucune relocalisation de franchise pour la saison 2015.
Le 5 janvier 2015, la société « Stockbridge Capital Group », propriétaire de la « Hollywood Park Land Company », annonce qu'elle a signé un partenariat avec la société « Kroenke Sports & Entertainment » afin ajouter une parcelle de 24 ha (située au nord de celle déjà détenue par Kroenke) au projet de développement et de construction d'un stade polyvalent de 70 240 places et conçu pour la NFL,. Le 24 février 2015, le conseil municipal d'Inglewood approuve ce projet et informe que la construction du stade devrait commencer en décembre 2015.
Le projet comprenait un stade ainsi qu'une salle des arts de la scène attachée au stade pouvant accueillir jusqu'à 6 000 personnes. L'ancien « Hollywood Park » devait être réaménagé pour accueillir un centre commercial de 84 000 m2, des bureaux sur une superficie de 74 000 m2, 2 500 nouvelles résidences, un hôtel de luxe de plus de 300 chambres. Les 10 hectares de parcs publics comporteraient des aires de jeux, des espaces ouverts et un lac, le tout avec des accès piétonniers, pistes cyclables et transports en commun. 
Le 24 février 2015, le conseil municipal d'Inglewood approuve à l'unanimité le projet l'adjonction de la parcelle de 24 hectares au plan de réaménagement d'« Hollywood Park ». Cette décision permet aux entrepreneurs de commencer la construction du site comme prévu en décembre 2015.
Au début du mois de février 2015, il est annoncé que des travaux de nivellement du site avaient débuté, ce qui permettrait le début de construction du stade plus tard dans l'année.
La construction du stade débute le 13 janvier 2016, soit le lendemain de l'approbation du déménagement des Rams par la NFL.

### Construction
Le 12 janvier 2016, la NFL approuve la proposition d'Inglewood et la relocalisation des Rams à Los Angeles (vote : 30 pour et 2 contre). Le 14 juillet 2016, il est annoncé que les sociétés « Turner Construction » et « AECOM Hunt » superviseraient la construction du stade et que sa conception est confiée au cabinet d'architectes HKS, Inc.
Le 19 octobre 2016, la « Federal Aviation Administration » (FAA) estime qu'un appareil de forage rotatif LB 44 de 34 m de haut ne poserait pas de danger pour la navigation aérienne. Elle approuve ainsi l'utilisation du premier équipement lourd destiné à la construction du stade. La conception du stade avait été examinée par la FAA pendant plus d'un an en raison de préoccupations concernant la façon dont la structure interagirait avec le radar à proximité de l'aéroport international de Los Angeles (LAX). Le 16 décembre 2016, le Sports Business Journal rapporte que la FAA avait refusé de délivrer les permis pour les grues nécessaires à la construction de la structure. Ian Gregor, porte-parole de la FAA, déclarait à ce propos : "Nous n'allons donner aucun avis au sujet de l'usage des grues tant que nos problèmes avec le projet global n'auront pas été résolus". La FAA avait précédemment recommandé de construire le stade sur un autre site en raison des risques posés à l'aéroport, faisant écho aux préoccupations soulevées par l'ancien secrétaire américain à la Sécurité intérieure, Tom Ridge.
Le 17 novembre 2016, le commissaire de la NFL, Roger Goodell et le propriétaire des Rams, Stan Kroenke sont présents à la cérémonie de début des travaux du stade. Le 23 décembre 2016, la FAA approuve l'utilisation des grandes grues pour construire le stade. 
Le 18 mai 2017, les précipitations record dans la région causent le report de l'achèvement et de l'ouverture du stade au début de la saison 2020 de la NFL plutôt que celle de 2019. Le 8 août 2017, le « LA Stadium Premiere Center » s'ouvre à Playa Vista. Les écrans multimédias interactifs et des maquettes y présentent le design et les fonctionnalités du nouveau stade, un accent particulier étant mis sur les suites et sièges haut de gamme pouvant y être acquis.
En mars 2018, la NFL annonce qu'elle va relocaliser son unité NFL Media (qui gère les unités multimédias internes de la NFL, comprenant entre autres la chaîne NFL Network et les NFL Films) de Culver City à un nouveau bâtiment de 19 000 m2 situé à proximité du stade sur le site d'Hollywood Park. Ce bâtiment comprendra un studio capable d'accueillir le public ainsi qu'un studio extérieur. Cette nouvelle installation devrait être achevée en 2021.
Le 26 juin 2018, le nouveau stade est officiellement terminé.
En août 2019, un an avant l'ouverture prévue, Kevin Demoff, président directeur général des Rams, déclare que le stade est achevé à 75%.
En septembre 2019, il est annoncé que le stade allait accueillir comme événement inaugural les 25 et 26 juillet 2020, deux concerts nocturnes de Taylor Swift  à l'occasion de sa tournée « Lover Fest » prévus.
En janvier 2020, Demoff déclare que la construction est achevée à 85%, le placement du toit, l'installation des sièges et la construction de l'Oculus étant toujours en cours.
À la suite de la Pandémie de Covid-19, le stade est discrètement inauguré le 8 septembre 2020 avec un minimum de participants. Aucun évènement public ne s'y est encore déroulé. Le directeur du SoFi stadium déclarant : « Il y a des plans pour une vraie grande inauguration quand cela pourra se faire en toute sécurité, et certainement pas avant la fin de saison des Rams et des Chargers. ».

## Sponsoring du nom du stade

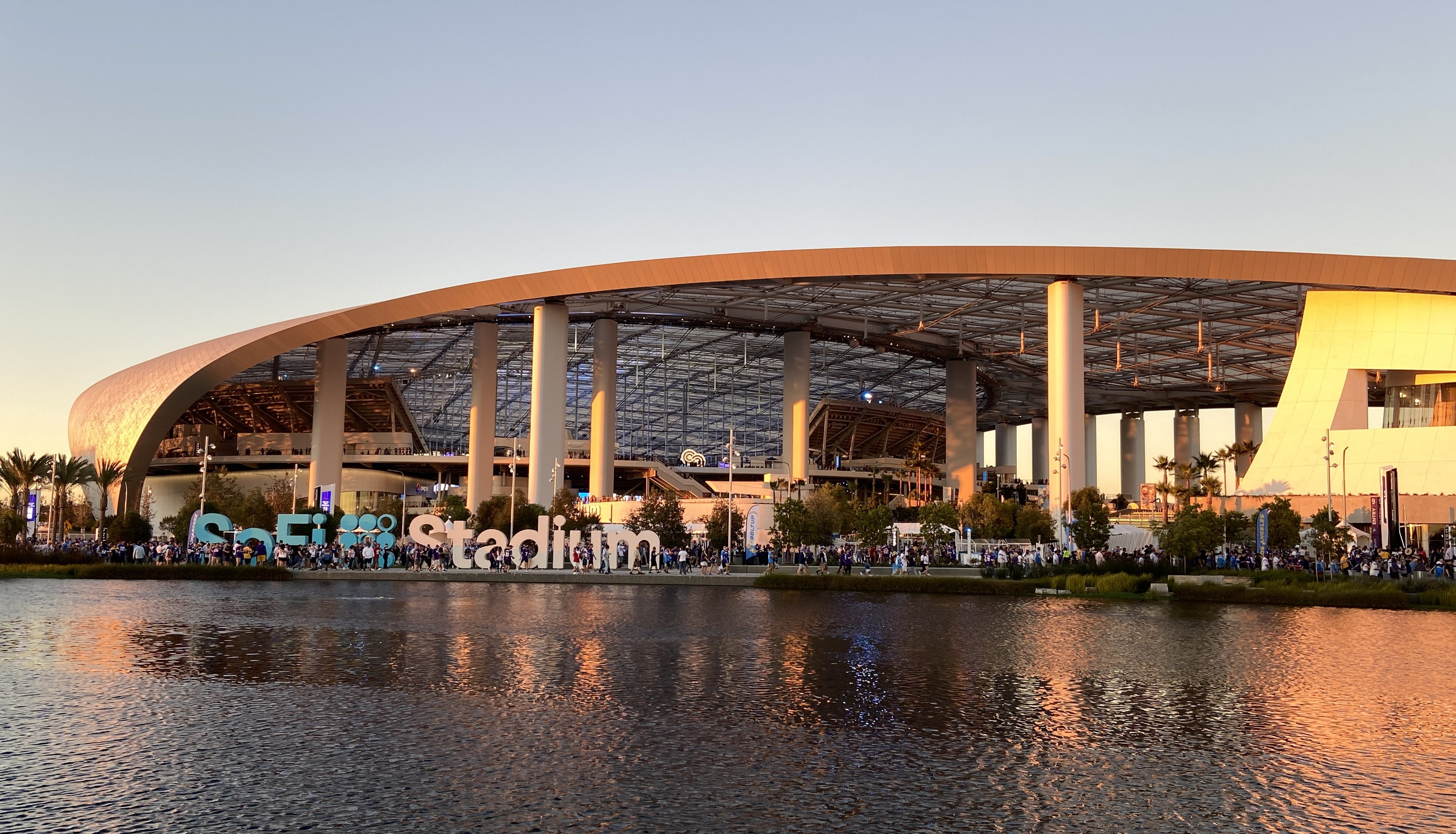

Le 15 septembre 2019, il est annoncé que la société financière SoFi avait acquis les droits de dénomination du nouveau stade dans le cadre d'un accord de 20 ans évalué à plus de 30 millions de dollars par an, en vertu duquel le stade sera connu sous le nom de SoFi Stadium.
La société devient partenaire officiel des Rams et des Chargers.
L'espace ouvert couvert anciennement connu sous le nom de « Champions Plaza », situé entre le stade et la salle de spectacle du stade, est officiellement baptisé « American Airlines Plaza ». Le 6 août 2019, la compagnie aérienne est ainsi nommée premier partenaire fondateur.

## Oculus
L'écran géant surnommé « l'Oculus » possède un affichage vidéo en haute définition (UHD 4K). Il mesure 110 mètres de long sur 15 mètres de haut. Les images diffusées sont visibles des deux côtés (sur les surfaces intérieure et extérieure).

## Financement

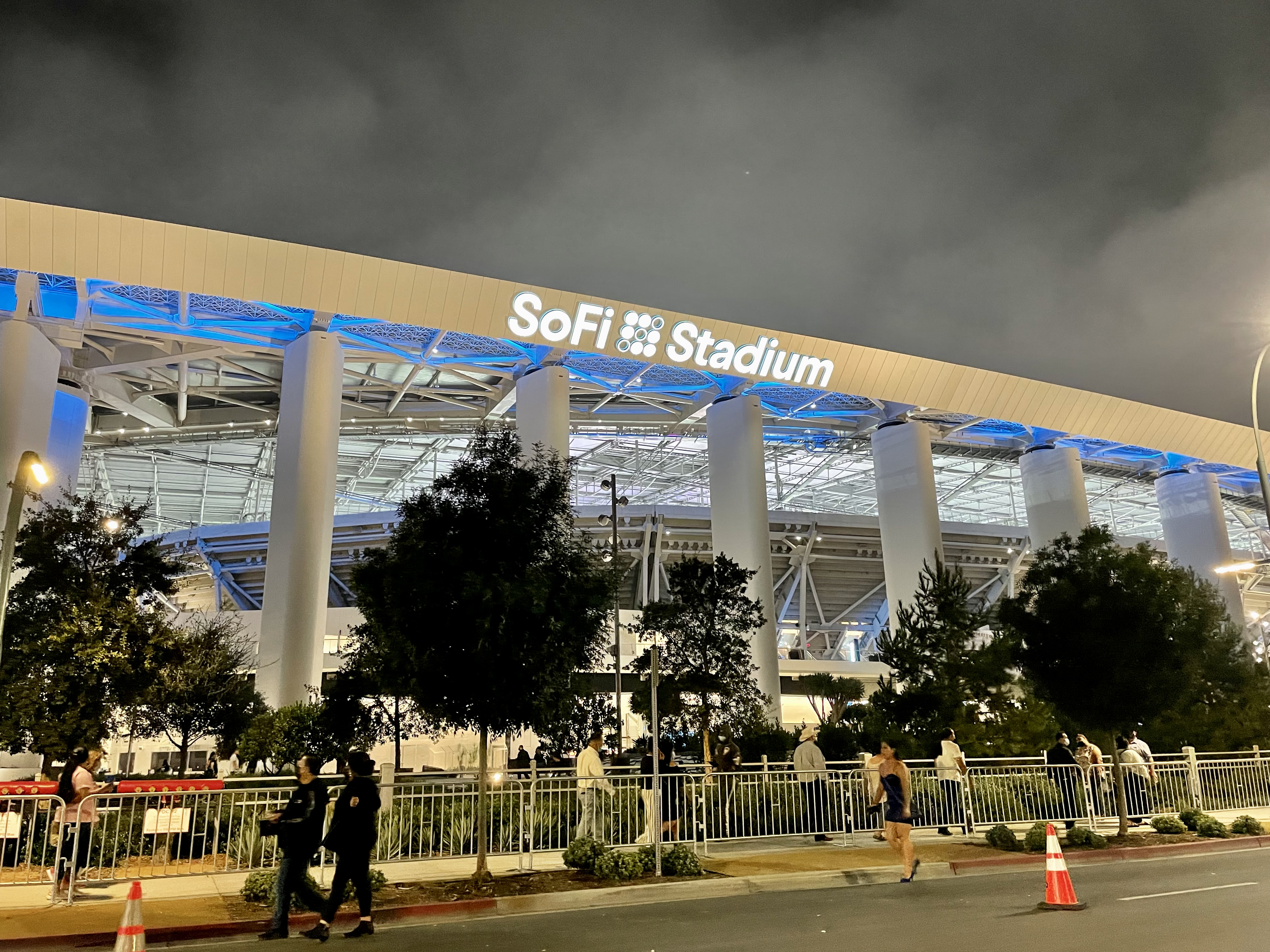
La façade coté est du stade lors du premier événement sold-out en août 2021.

Le stade a été construit sur des fonds privés, ayant bénéficié d'importants allègements fiscaux.
Le coût du stade avait été initialement estimé à environ 2,66 milliards de dollars. Cependant, des documents internes produits par la NFL en mars 2018 ont indiqué la nécessité d'augmenter les montants nécessaires pour le stade et ses installations à un total de 4,963 milliards de dollars. Ce montant en fait l'un des sites sportifs les plus chers jamais construits. Les propriétaires des équipes NFL ont voté et approuvé ce nouveau montant lors d'une réunion tenue au cours du même mois.

## Les locataires
Après que la NFL ait approuvé le 12 janvier 2016 la relocalisation des Rams vers Los Angeles, ces derniers sont les premiers à se lier avec le stade.
Cet accord permet également aux Chargers de San Diego d'envisager en première option leur déménagement vers Los Angeles où ils pourraient partager le stade avec les Rams, sous réserve d'un accord de location négocié entre les deux équipes. Cette option ayant expiré le 15 janvier 2017, les Raiders d'Oakland en profitent pour solliciter eux aussi leur déménagement vers Los Angeles.
Le 29 janvier 2016, les Rams et les Chargers parviennent à un accord de principe pour partager le stade. Les Chargers contribueraient aux frais de construction à hauteur de 200 millions de dollars et paieraient un loyer d'1 $ par an aux Rams. Le même jour, le président-directeur général des Chargers, Dean Spanos, déclare que l'équipe restera à San Diego pour la saison NFL 2016, tout en continuant à travailler avec le gouvernement local en vue de la construction d'un nouveau stade à San Diego. Cette proposition des Chargers (construction d'un nouveau stade) ne reçoit cependant pas le nombre de voix requis pour son adoption par les autorités de San Diego.
Le 12 janvier 2017, les Chargers exercent leur option et annoncent leur intention de déménager à Los Angeles pour la saison 2017, devenant ainsi les seconds locataires du stade. Ils reviennent ainsi où ils avaient joué leur saison inaugurale en 1960,.
L'arrivée des Rams et les Chargers dans le stade en août 2020 marque le retour des grands sports professionnels à Inglewood depuis le départ en mai 1999 des Lakers et des Kings de Los Angeles pour le Staples Center situé dans le centre-ville de Los Angeles.

## Événements majeurs

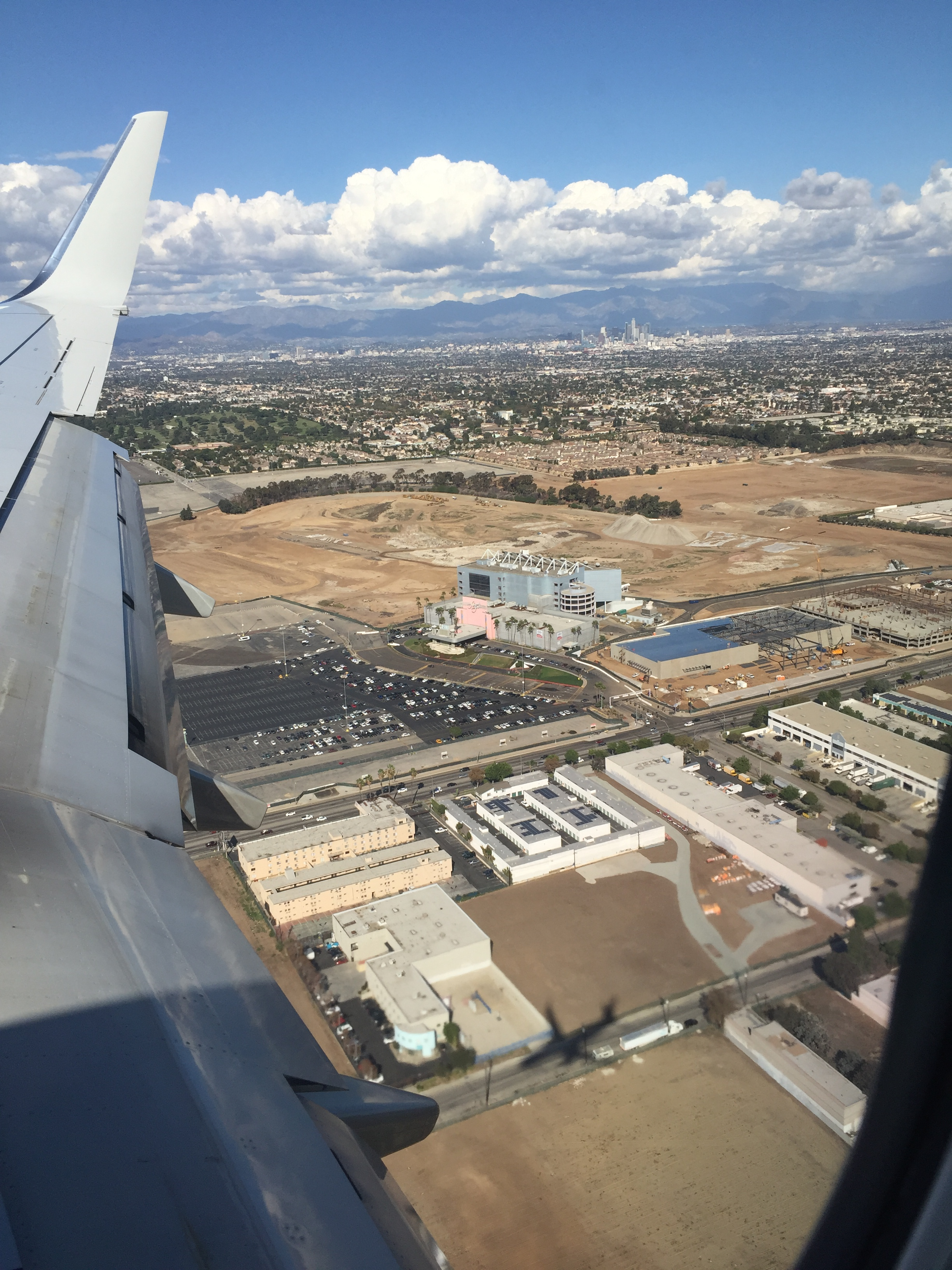
La zone de l'ancien hippodrome Hollywood Park

### NFL
Succédant au Super Bowl XXVII joué le 31 janvier 1993, le stade accueille le 13 février 2022 le Super Bowl LVI qui voit la victoire des Rams (club résident) face aux Bengals. 
Il aurait dû accueillir en 2021 le Super Bowl LV mais la construction du stade ayant connu des retards, la NFL a décidé d'organiser cet événement au Raymond James Stadium de Tampa en Floride.

### NCAA

#### Los Angeles Bowl
Les conférences Mountain West et Pac-12 ont annoncé vouloir jouer un nouveau bowl au SoFi Stadium. Sa première édition devrait avoir lieu après la saison 2020 et l'événement serait dénommé le Los Angeles Bowl.

#### College Football Championship Game 2023
Le 1er novembre 2017, la NCAA annonce que le stade accueillera le College Football Championship Game 2023.

### Football

#### Coupe du monde de football 2026
Plusieurs entreprises privées (dirigées par AEG avec le soutien du Los Angeles Sports and Entertainment District Commission (SoFi Stadium), du Los Angeles FC, du Galaxy de Los Angeles et du Rose Bowl Stadium) ont contacté la ville de Los Angeles pour qu'elle pose sa candidature afin d’accueillir des matchs au SoFi Stadium à l'occasion de la Coupe du monde de Football 2026. 
Bien que le conseil municipal de Los Angeles ait approuvé ce projet après que ces entreprises privées aient offert de payer les frais d'hébergement, le futur stade n'est finalement pas été retenu, le comité d'organisation n'ayant sélectionné à l'époque que des stades déjà existants. Ce comité a néanmoins déclaré qu'il réévaluerait le processus de sélection du stade après une visite des installations en juin 2020. 
La candidature américaine pour accueillir la Coupe du monde a été décernée par la FIFA le 13 juin 2018.

### Jeux olympiques 2028
Le SoFi Stadium at Hollywood Park devrait accueillir en tout ou partie les cérémonies d'ouverture et de clôture des Jeux olympiques de Los Angeles 2028. Les organisateurs ont en effet proposé une formule qui impliquerait également le Los Angeles Memorial Coliseum. Le stade accueillera également les épreuves de tir à l'arc et des matchs de football.

### WrestleMania
Le 10 février 2020, le LA Times affirme que le SoFi Stadium a été choisi comme site pour accueillir la 37e édition de l'événement phare de World Wrestling Entertainment (catch professionnel), WrestleMania, prévue le 28 mars 2021. 
Néanmoins, le 17 janvier 2021, la WWE annonce que le SoFI Stadium accueillera WrestleMania 39 le 2 avril 2023 plutôt que le WrestleMania 37 en 2021. Ce changement de programmation est notamment dû aux conséquences de la pandémie de Covid 19, la WWE préférant maintenir ses superstars en Floride (où elle s'est établie depuis le début de la crise).
Los Angeles n'a plus accueilli cet événement depuis 2005 lequel s'était à l'époque tenu dans le Staples Center (depuis 2007, la WWE a toujours préféré accueillir WrestleMania dans les stades de football plutôt que dans les complexes fermés).

### Concerts
Le 17 septembre 2019, il est annoncé que Taylor Swift donnera deux concerts prévus les 25 et 26 juillet 2020 à l'occasion de sa tournée Lover Fest (en). Ces concerts devaient être les premiers événements organisés dans le stade, Taylor Swift étant la première artiste féminine à inaugurer un stade NFL,. Le 24 septembre 2019, il est également annoncé que la tournée Chillaxification Tour du chanteur Kenny Chesney devait faire escale au SoFi Stadium le 1er août 2020. Ces événements ont cependant été annulés à la suite de la pandémine de Covid-19.
| Artiste(s)         | Date(s)                | Première(s) partie(s)                            | Nom de la tournée / concert       | Assistance                    | Revenus                          | Notes/Références |
| ------------------ | ---------------------- | ------------------------------------------------ | --------------------------------- | ----------------------------- | -------------------------------- | --- |
| Taylor Swift       | 25 et 25 juillet 2020  | -                                                | Lover Fest (en)                   | annulé (pandémie de Covid-19) | annulé (pandémie de Covid-19)    | 1er événement prévu dans le stade |
| Kenny Chesney      | 1er août 2020          | Florida, Georgia Line, Michael Franti, Spearhead | Chillaxification Tour (en)        | annulé (pandémie de Covid-19) | annulé (pandémie de Covid-19)    | - |
| The Rolling Stones | 14 octobre 2021        | Ghost Hounds                                     | No Filter Tour (en)               | 81 676                        | 18 887 679 $ (total des 2 shows) | , |
| The Rolling Stones | 17 octobre 2021        | The Glorious Sons                                | No Filter Tour (en)               | 81 676                        | 18 887 679 $ (total des 2 shows) | , |
| BTS                | 27 et 28 novembre      | -                                                | Permission to Dance on Stage (en) | 213 752 (2 shows)             | 33 316 345 $ (total des 4 shows) | , |
| BTS                | 1er et 2 décembre 2021 | -                                                | Permission to Dance on Stage (en) | 213 752 (2 shows)             | 33 316 345 $ (total des 4 shows) | , |
| Taylor Swift       | 3 août 2023            | Haim, Gracie Abrams                              | The Eras Tour                     | AV                            | AV                               | Événement dans le stade pour lequel les places se sont le plus vite vendues. Swift est la première artiste à jouer et à vendre cinq et six spectacles au stade lors d'une seule tournée. |
| Taylor Swift       | 4 août 2023            | Haim, Owenn                                      | The Eras Tour                     | AV                            | AV                               | Événement dans le stade pour lequel les places se sont le plus vite vendues. Swift est la première artiste à jouer et à vendre cinq et six spectacles au stade lors d'une seule tournée. |
| Taylor Swift       | 5 août 2023            | Haim, Gayle                                      | The Eras Tour                     | AV                            | AV                               | Événement dans le stade pour lequel les places se sont le plus vite vendues. Swift est la première artiste à jouer et à vendre cinq et six spectacles au stade lors d'une seule tournée. |
| Taylor Swift       | 7 et 8 août 2023       | Haim, Gracie Abrams                              | The Eras Tour                     | AV                            | AV                               | Événement dans le stade pour lequel les places se sont le plus vite vendues. Swift est la première artiste à jouer et à vendre cinq et six spectacles au stade lors d'une seule tournée. |
| Taylor Swift       | 9 août 2023            | Haim, Gayle                                      | The Eras Tour                     | AV                            | AV                               | Événement dans le stade pour lequel les places se sont le plus vite vendues. Swift est la première artiste à jouer et à vendre cinq et six spectacles au stade lors d'une seule tournée. |

## Le nouveau Hollywood Park
Les alentours du stade comprendront l'aménagement d'un nouveau quartier de divertissements à Hollywood Park comprenant un espace de plus de 790 000 m2 composé de bureaux et d'appartements, un complexe cinématographique de 12 salles, un dancing, des espaces extérieurs, des commerces de détail, un centre de remise en forme, un lac avec une cascade, un hôtel de luxe, une brasserie, un grand restaurant et un centre commercial et une aire de jeu de plein air.
Les équipes NFL des Rams et des Chargers disposeront également de fan shop dans ce quartier.
Le 21 octobre 2016, l'Hollywood Park Casino (en) a été le premier établissement à ouvrir ses portes sur ce nouveau site

### Lieu de représentation
Une salle de musique et un théâtre seront rattachée au stade. L'auditorium aura une capacité de 6 000 places.

### NFL Media Campus
Le campus deviendra le nouveau siège de NFL Media actuellement basé à Culver City en Californie. La NFL y construira un nouveau bâtiment de 19 000 m2 situé à proximité du stade sur le site d'Hollywood Park. Ce bâtiment hébergera toutes les unités multimédias internes de la NFL, ce qui comprend entre autres NFL Network, NFL Redzone, NFL.com, NFL App et NFL Films. En plus des bureaux et des studios, l'installation comprendra un studio capable d'accueillir le public ainsi qu'un studio extérieur. Cette nouvelle installation devrait être achevée en 2021.

## Transports
Le stade est desservi par la nouvelle station de métro Downtown Inglewood ouverte depuis 2022.

## Propositions concurrentes
Le projet du SoFi Stadium était en concurrence directe avec une proposition concurrente.
Le 19 février 2015, les Raiders d'Oakland et les Chargers de San Diego ont annoncé un projet de financement privé d'1,85 milliard pour la construction d'un stade que les deux équipes partageraient à Carson en Californie si elles devaient se relocaliser dans la région de Los Angeles même si elles tentent toujours de trouver un accord pour construire un nouveau stade dans leurs villes respectives. 
Le 22 avril 2015, le Conseil de la ville de Carson approuve à l’unanimité le projet de construction d'un nouveau stade.
Les Raiders d'Oakland décident cependant de construire un nouveau stade à Las Vegas dans l'État du Nevada. Il sera appelé l'Allegiant Stadium et l'équipe sera renommée les Raiders de Las Vegas. 
La NFL approuve, le 12 janvier 2016 la relocalisation des Rams à Los Angeles ce qui met un terme au projet de Carson.
Les Chargers de San Diego, eux, décident de déménager à Los Angeles se renommant les Chargers de Los Angeles. Ils jouent au Dignity Health Sports Park.en attente de l'ouverture du SoFi Stadium.